# جان رودلف
جان رودلف، حكم كرة قدم ألماني دولي سابق.
و قد حكم في كأس الخليج 1982، وقد أدار مباراة منتخب الكويت لكرة القدم ومنتخب السعودية لكرة القدم في 26 مارس 1982، وقد أدار مباراة منتخب السعودية لكرة القدم ومنتخب قطر لكرة القدم في 29 مارس 1982.